# Вюрцбургер Кікерс
Вюрцбургер Кікерс (нім. Würzburger Kickers або скорочено FWK) — німецький професійний футбольний клуб зі столиці округу Нижня Франконія, міста Вюрцбург. Клуб був заснований у 1907 році, і з того часу клубні кольори були біло-червоними. Звідси походить прізвисько «Ротхозен» (нім. Rothosen, «червоні труси»). Свої домашні ігри клуб проводить на власному стадіоні «Флаєраларм-Арена» у житловому районі Далленберг міста Вюрцбург.